# Svatostánek Bom Jesus
Svatostánek Bom Jesus do Congonhas je římskokatolický poutní chrám nacházející se ve městě Congonhas, stát Minas Gerais. V těsné blízkosti chrámu se nachází schodiště se 12 sochami proroků a 6 kaplí, ve kterých jsou polychromovaná sousoší s pašijovými výjevy. Byl vystvavěn v druhé polovině 18. století v barokním a rokokovým stylu a od roku 1985 je zapsán na seznamu světového dědictví UNESCO.

## Dvanáct soch proroků

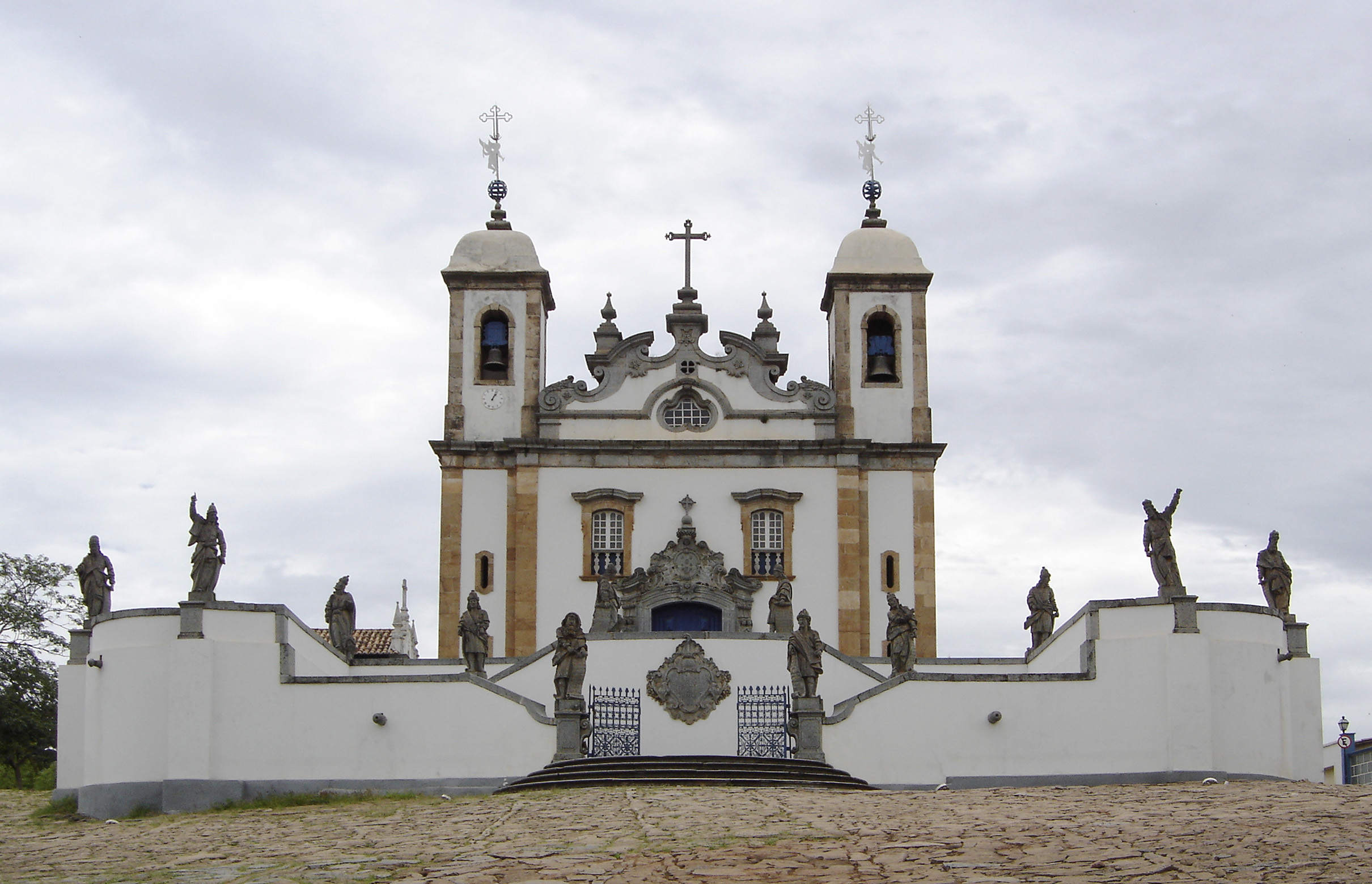
průčelí chrámu a 12 soch proroků

Centrální schodiště před svatostánek je dekorováno jedinečným souborem 12 soch starozákonních proroků. Sochy ze steatitu vytvořil mezi roky 1794 a 1804 brazilský umělec Aleijadinho (Antônio Francisco Lisboa).
- Izajáš
- Jeremjáš
- Báruch
- Ezechiel
- Daniel
- Ozeáš
- Jóel
- Abdijáš
- Ámos
- Jonáš
- Abakuk
- Nahum

## Šest kaplí křížové cesty
- 1. kaple – poslední večeře

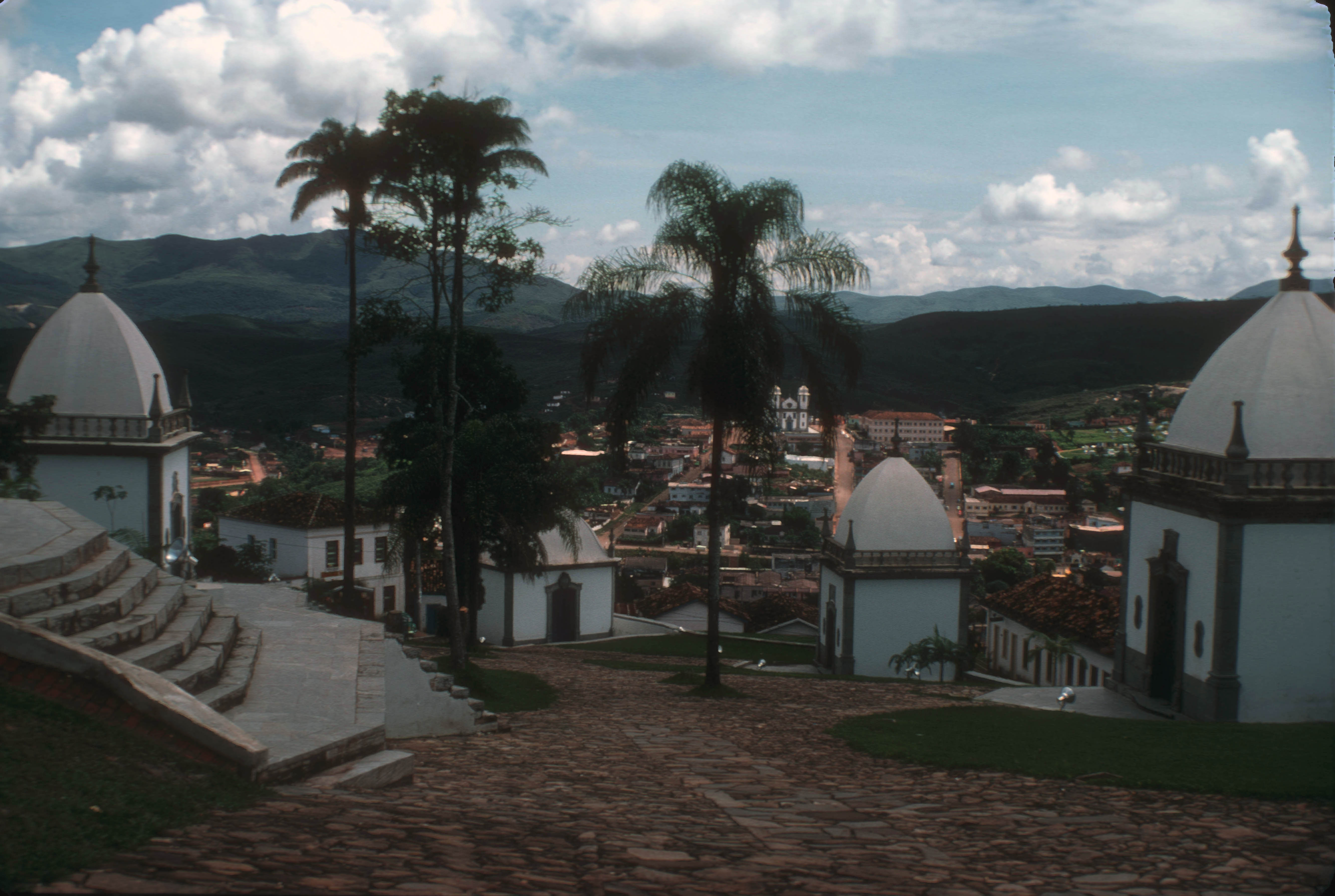
kaple v blízkosti chrámu

- 2. kaple – Ježíš v Getsemanské zahradě
- 3. kaple – Ježíšovo zatčení
- 4. kaple – bičování a korunování trnovou korunou
- 5. kaple – nesení kříže
- 6. kaple – ukřižování